# Anthony Clark (cyclisme)
Anthony Clark, né le 14 juin 1987, est un coureur cycliste américain, spécialiste du cyclo-cross.

## Palmarès
- 2015-2016
  - Classement général des Verge NECXS
    - Verge NECXS #6, Warwick
- 2017-2018
  - West Sacramento Cyclocross GP #1, West Sacramento
- 2018-2019
  - West Sacramento Cyclocross GP #1, West Sacramento
  - Starlight-cross, Chiba
  - Rapha Supercross Nobeyama #1, Minamimaki
  - KANSAI Cyclo Cross Makino Round, Takashima